# Карапінар (вулканічне поле)
Карапінар Філд — вулканічне поле, розташоване в Центральній  Туреччині, поблизу міста Карапінар. Базальтове Карапінарське вулканічне поле складається з 5 шлакових конусів, двох лавових полів і декількох експлозивних кратерів і маарів. 300-метрової висоти Meke Dağı, оточується кратерним озером Meke Golu — це один з найбільших шлакових конусів в  Центральній Анатолії.

## Ресурси Інтернету
- Karapinar Field. Global Volcanism Program. Смітсонівський інститут. (англ.)
- GLOBAL VOLCANISM PROGRAM [Архівовано 14 липня 2010 у WebCite]
- Volcano Live [Архівовано 1 грудня 2017 у Wayback Machine.]
- Peakbagger.com [Архівовано 29 червня 2012 у Wayback Machine.]
- Peakware.com [Архівовано 22 березня 2014 у Wayback Machine.]

| Туреччина | Це незавершена стаття з географії Туреччини. Ви можете допомогти проєкту, виправивши або дописавши її. |